# آدام مولارچیک
آدام مولارچیک (لهستانی: Adam Mularczyk؛ ‏ ۱۳ ژانویهٔ ۱۹۲۳ – ۱۲ ژوئن ۱۹۹۶) بازیگر و کارگردان نمایش اهل لهستان بود.
از فیلم‌ها یا برنامه‌های تلویزیونی که وی در آن نقش داشته‌است، می‌توان به گفتار پایانی نورنبرگ، خاکستر، از دوشنبه‌ها بیزارم و کرانه‌ای دیگر اشاره کرد.
وی همچنین برندهٔ جوایزی همچون نشان دهمین سالگرد خلق لهستان شده‌است.